# Horàcia (mitologia romana)
Horàcia (en llatí Horatia) era la filla de Publi Horaci, i germana de Publi Horaci, únic que va sobreviure al Combat dels Horacis i Curiacis a Alba. Horàcia estava promesa a uns dels Curiacis. Quan va veure que son germà tornava vencedor amb la capa del seu promès, el va esbaconar. El seu germà, rabiós, la va apunyalar al cor i la va matar. El pare Publi va perdonar el seu fill i va negar la sepultura al mausoleu dels Horacis a la seva filla.